# Hans Daniel Johan Wallengren
Hans Daniel Johan Wallengren (8 juni 1823 - 25 oktober 1894) was een Zweedse predikant en entomoloog.

## Levensloop
Wallengren werd in 1823 geboren in Lund, Zweden. Zijn vader Olof Peter Wallengren (1797-1866) was dominee en decaan in Västra Ljungby in Skåne en zijn moeder was Petronella Agritz (1798-1867). Zij droeg de naam Lundell van de oom van moederszijde. Wallengren ging in 1842 theologie studeren aan de Universiteit van Lund. Hij werd in 1847 tot priester gewijd en werd benoemd tot pastoor in de parochies Farhult en Jonstorp. Gestimuleerd door zijn vader, die een fervent botanicus was, richtte Wallengren zijn aandacht al vroeg op de natuur en ging hij bij professor Sven Nilsson (1787-1883) in Lund een studie gewervelde dieren volgen. Later begon hij enthousiast de ongewervelde dieren te bestuderen. Vooral de vlinders kregen zijn aandacht. Om zijn zoölogische kennis te verbreden ondernam Wallengren diverse reizen. Hij reisde naar Gotland om vogelonderzoek te doen. Verder bezocht hij de Harz, het Reuzengebergte, Hongarije, Bohemen, Silezië en Noord-Duitsland. Hij bezocht ook de musea in Braunschweig, Berlijn en Kopenhagen. Wallengren hield zich vervolgens bezig met het bestuderen en het beschrijven van de vlinders die waren verzameld door de natuuronderzoeker en ontdekkingsreiziger Johan August Wahlberg (1810-1856) in de Kaapprovincie in Zuid-Afrika.
Wallengren trouwde in 1860 met Maria Magdalena Sjöström en had negen kinderen. Hij overleed op 71-jarige leeftijd op 25 oktober 1894 in Farhult.

## Enkele publicaties
- Die Vögel Gottlands (1853)
- Lepidoptera Scandinaviae Rhopalocera (1853)
- Die Brüzonen der Vögel innerhalb Skandinavien (1854-1866)
- Lepidoptera rhopalocera in terra Caffrorum collecta (1857)
- Coleophorer (1859)
- Fjädermott (1860)
- Lepidoptera nova (1861 i "Fregatten Eugenies resa omkring jorden 1851–53")
- Skandinaviens Heterocerfjärilar: I. Closterocera (1863)
- Skandinaviens Heterocerfjärilar: II. Spinnarna (1869–85)
- Neuroptera planipennia (1871)
- Index specierum, Noctuarum et Geometrarum in Scandinavia hucusque detectarum (1874)
- Species Tortricum et Tinearum Scandinaviæ (1875)

Veel werken zijn in het Duits vertaald door Philipp Christoph Zeller (1808-1883) en in het Engels door de Robert Coane Roberts Jordan (1825-1890).

## Taxa vernoemd naar Wallengren
- Saturnia wallengrenii (Felder C. & Felder R., 1859)
- Kedestes wallengrenii (Trimen, 1883)
- Trimenia wallengrenii (Trimen, 1887)
- Euploea algea wallengreni C. & R. Felder, 1865
- Neomaenas wallengrenii Butler, 1881
- Wallengrenia Berg, 1897

- Bibliothèque nationale de France: cb10071188c (data)
- Gemeinsame Normdatei: 128656085
- International Standard Name Identifier: 0000 0000 5487 7626
- Library of Congress Control Number: no2016162507
- Nederlandse Thesaurus van Auteursnamen: 161072844
- LIBRIS: 291390
- Virtual International Authority File: 35514289
- WorldCat: E39PBJcBXXW3KPgFR9dXyjBwYP